# Lü-liang (pohoří)
Lü-liang (čínsky v českém přepisu Lü-liang Šan-maj, pchin-jinem Lǚliáng Shānmài, znaky zjednodušené 吕梁山脉, tradiční 呂梁山脈) je pohoří v Čínské lidové republice ležící při západní hranici provincie Šan-si. Na západ od něj leží provincie Šen-si a v ní na jih tekoucí Žlutá řeka. Na východ od něj v Šan-si leží údolí na také jih tekoucí  řeky Fen-che, pak pohoří Tchaj-chang a pak Velká čínská nížina. Pohoří tak tvoří rozvodí mezi Žlutou řekou a Fen-che, které se stékají u jeho jižního konce.
Nejvyšší hora pohoří je Kuan-ti Šan, její vrcholek je ve výšce 2831 metrů nad mořem a leží na východě okresu Fang-šan.